# Станіслав Войцех Потоцький
Станіслав Войцех Антоній Потоцький, іноді Станіслав Войцех або Станіслав Антоній (пол. Stanisław Wojciech Potocki; 5 травня 1837, Томашпіль — 21 січня 1884, Краків) — польський магнат і громадський діяч.

## Біографія
Представник польського магнатського роду Потоцьких герба «Пилява». Син підпоручника Пшемислава Потоцького (1805—1847) і княгині Терези Сапеги (1811—1895). Онук генерала Антонія Потоцького (1780—1850). Батьки Станіслава були двоюрідними братом і сестрою. Матір'ю Пшемислава Потоцького була Роза Потоцька (1782—1862), а матір'ю його дружини Терези Сапеги — Ідалія Потоцька (1793—1859). Роза і Ідалія були рідними сестрами, доньками графа Станіслава Щенсного Потоцького і Юзефіна Амалія Мнішек.
Учасник Польського повстання 1863—1864 років. Після його придушення він був ув'язнений до в'язниці у Кам'янці-Подільському.
Станіслав і Анна Потоцькі познайомилися в Дрездені. Їх заручини відбулись влітку 1865 року, а 6 лютого 1866 року — весілля.
У 1872 році Станіслав Потоцький купив маєток Риманув. А коли навесні 1874 року спалахнула епідемія холери, Станіслав доглядав за хворими.
16 серпня 1876 року під час прогулянки Анни Потоцької з дітьми, один з її синів, Юзеф Маріан Потоцький відкрив джерело цілющої мінеральної води. Станіслав Антоній Потоцький став одним із засновників мінерального курорту Риманув-Здруй.
Станіслав Потоцький тяжко захворів і помер у Кракові 21 грудня 1884 року в віці 47 років. Він був похований в склепі Любомирських в домініканській базиліці Святої Трійці в Кракові.

## Діти
7 лютого 1866 року у місті Курник, Станіслав Потоцький одружився з графинею Анною Софією Дзялинською (1846—1926), дочкою графа Адама-Тіта Дзялинського (1797—1861) і Целестіни Замойської (1805—1883). Подружжя мало дев'ять дітей:
- Ян Непомуцен Потоцький (29 квітня 1867 Олешичі — 13 березень 1942 року, Риманув), власник Риманув-Здруй
- Юзеф Маріан Йоахім Потоцький (23 серпня 1868 Олешичі — 25 грудень 1918 року, Риманув), власник маєтків Риманув-Здруй, Команьча і Антонювка
- Петро Потоцький (1870 році, Рим — 4 березня 1870 році, Рим)
- Петро Пшемислав Потоцький (28 липня 1871 році, Олешичі — 1874, Риманув)
- Марія Ельжбета Целестіна Потоцька (12 листопада 1872 Олешичі — 6 лютого 1961 Краків), одружена в 1896 року, чоловік граф Томаш Веніамін Ціпріан Ромер (1861—1925)
- Павло Пшемислав Потоцький (15 жовтня 1874 Риманув — 16 березень 1894, Грац)
- Цецилія Марія Потоцька (23 березня 1876, Риманув — 5 червня 1962 Монтрезор), одружена з 1894 року, чоловік граф Станіслав Гвідо Кароль Вершовіч-Рей (1867—1898)
- Домінік Казимир Потоцький (23 листопада 1877, Риманув — 7 жовтня 1939 Львів)
- Антоній Тіт Потоцький (4 січня 1880 Риманув — 3 травня 1952 Краків), власник Ольші.